# لورانس جي. لي
لورانس جي. لي هو سياسي أمريكي، ولد في 4 نوفمبر 1932 في سانت لويس في الولايات المتحدة، وتوفي في 1991. نشط حزبياً في الحزب الديمقراطي. وقد انتخب عضو مجلس ولاية ميزوري ‏.